# Rhizostomeae
Ordre
Les Rhizostomeae forment un ordre de méduses de la classe des Scyphozoa.

## Description et caractéristiques
Ce taxon est caractérisé par des méduses peu urticantes, dénuées de filaments sur le bord de l'ombrelle, pourvues de huit bras buccaux souvent très ramifiés et abritant souvent des algues zooxanthelles symbiotiques dans leurs bras. Elles sont considérées comme les méduses les plus complexes sur un plan anatomique.
Cet ordre compte actuellement 78 espèces, réparties en 29 genres dépendant de 10 familles.

## Liste des sous-ordres et familles
Selon World Register of Marine Species (5 janvier 2015) :
- sous-ordre Daktyliophorae
  - famille Catostylidae Gegenbaur, 1857 — 7 genres
  - famille Lobonematidae Stiasny, 1921 — 2 genres
  - famille Lychnorhizidae Haeckel, 1880 — 3 genres
  - famille Rhizostomatidae Cuvier, 1799 — 4 genres
  - famille Stomolophidae Haeckel, 1880 — 1 genre
- sous-ordre Kolpophorae
  - famille Cassiopeidae Agassiz, 1862 — 1 genre
  - famille Cepheidae Agassiz, 1862 — 5 genres
  - famille Mastigiidae Stiasny, 1921 — 5 genres
  - famille Thysanostomatidae Gegenbaur, 1857 — 1 genre
  - famille Versurigidae Gegenbaur, 1857 (taxon vidé)

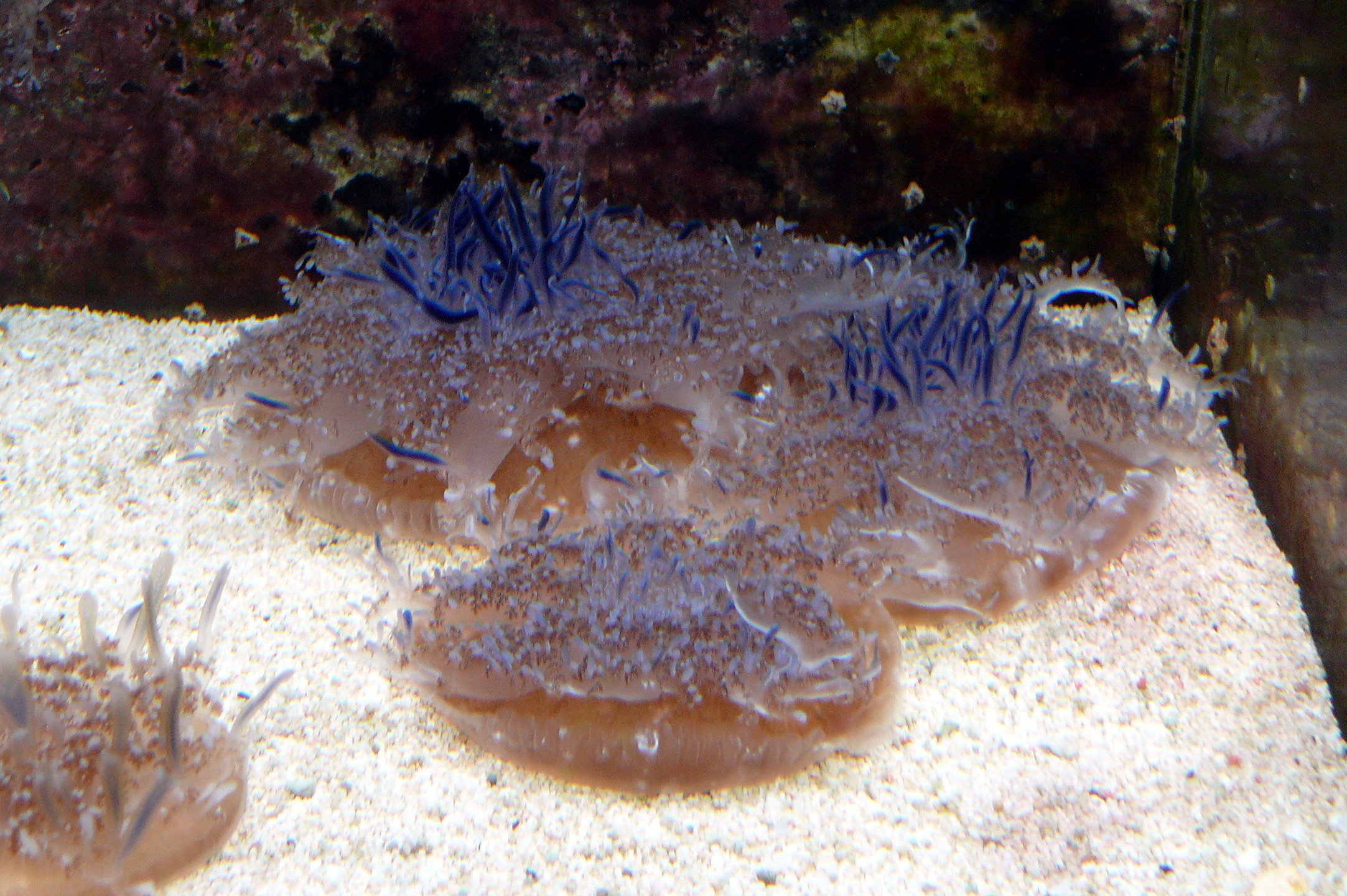
Cassiopea andromeda, une Cassiopeidae (méduses inversées)
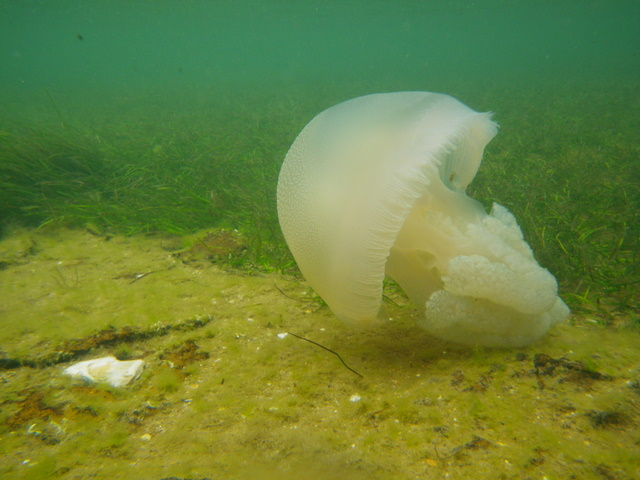
Catostylus mosaicus, une Catostylidae
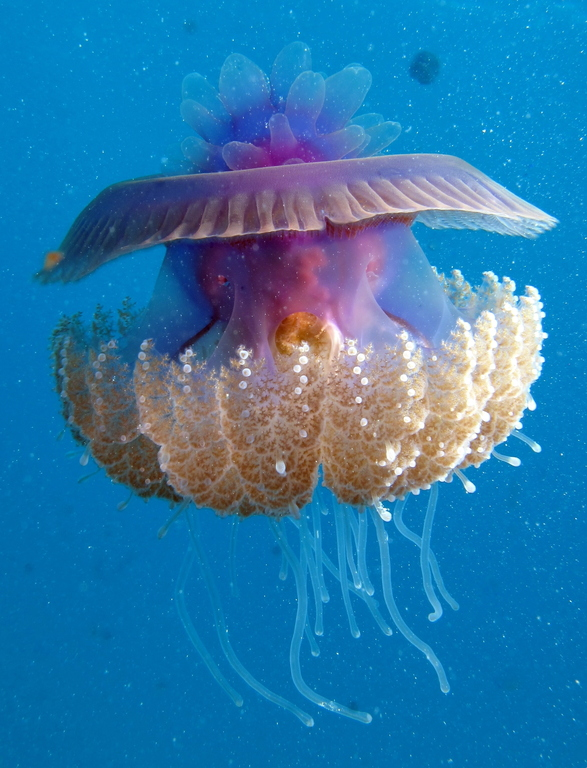
Cephea cephea, une Cepheidae
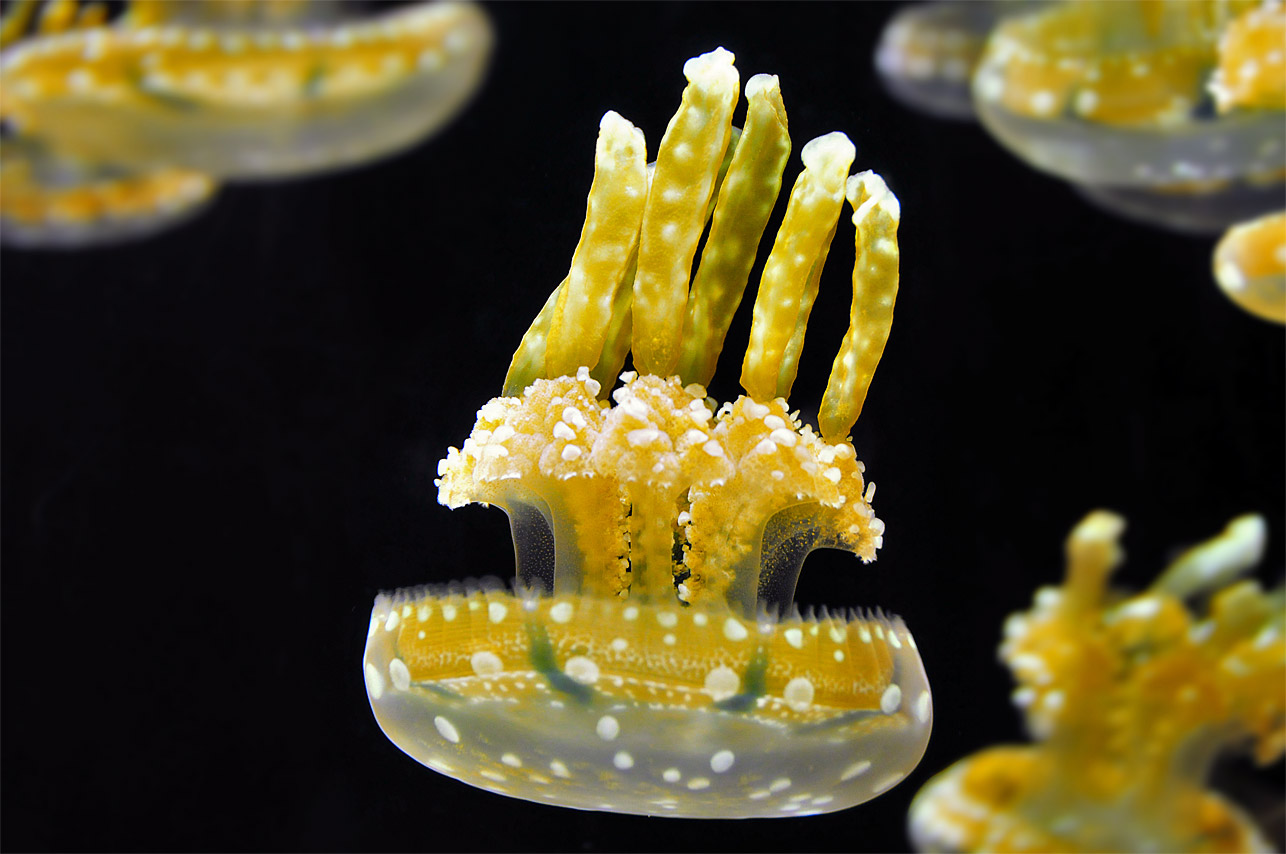
Mastigias papua, une Mastigiidae
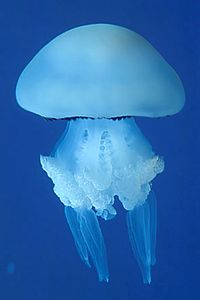
Rhizostoma pulmo, une Rhizostomatidae
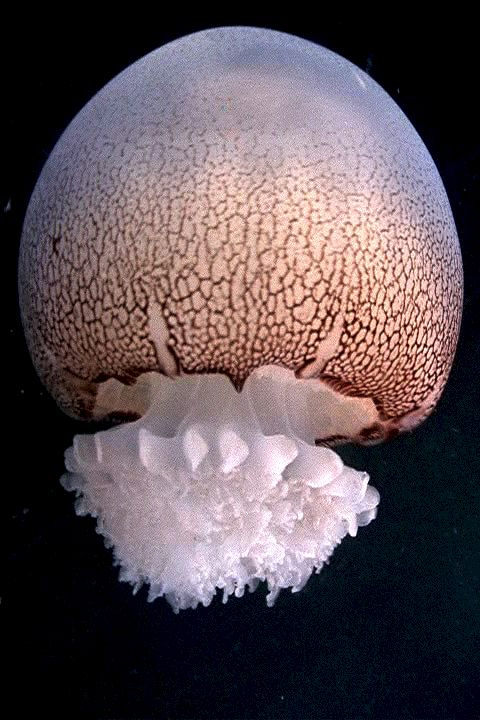
Stomolophus meleagris, une Stomolophidae
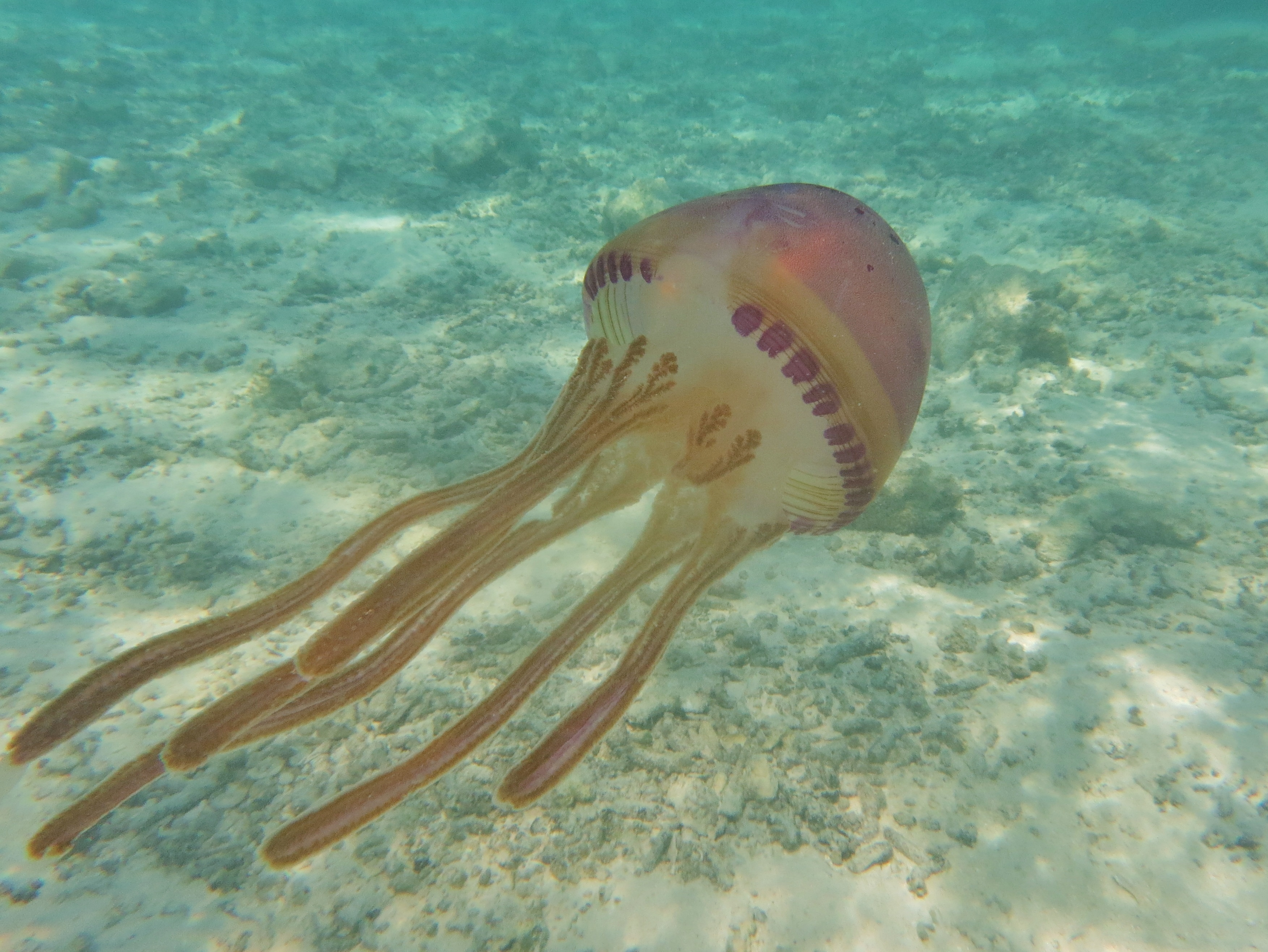
Thysanostoma loriferum, une Thysanostomatidae